# William Gallas
William Éric Gallas (ur. 17 sierpnia 1977 w Asnières-sur-Seine) – francuski piłkarz pochodzenia gwadelupskiego występujący na pozycji środkowego obrońcy. 
Jego kuzynem jest zawodnik reprezentacji Gwadelupy Ludovic Quistin.

## Kariera klubowa

### Początki we Francji
William Gallas urodził się w Asnières-sur-Seine. Jako dziecko uczęszczał do drużyny juniorów Villeneuve-la-Garenne, zaś później do Centre Technique National Fernand Sastre. Swoją karierę piłkarską rozpoczął w roku 1995 w występującym wówczas w drugiej lidze francuskiej SM Caen i pomógł swojej drużynie awansować w pierwszym sezonie do pierwszej ligi. W ekipie SM Caen grał do roku 1997. W tym czasie wystąpił w trzydziestu czterech ligowych meczach. Następnie przeszedł do Olympique Marsylia. Grał tam między innymi z Robertem Pirèsem. W drużynie z południa Francji spędził cztery sezony. Grając w zespole Olympique Marsylia po raz pierwszy wystąpił w Lidze Mistrzów. Łącznie w tym klubie zaliczył 111 występów oraz strzelił pięć bramek.

### Chelsea
Były trener Chelsea, Claudio Ranieri kupił Gallasa z Marsylii w maju 2001 roku za kwotę 6,2 milionów funtów. Otrzymał koszulkę z numerem 13. W Chelsea w linii obrony grał między innymi z Marcelem Desailly. W nowej drużynie Gallas zadebiutował 19 sierpnia w zremisowanym 1:1 spotkaniu z Newcastle United. Pierwszego gola zdobył natomiast w meczu Pucharu Anglii z Tottenhamem Hotspur. Pierwszą bramkę w Premier League strzelił 16 marca 2002 roku w meczu z Sunderlandem. Obydwa gole były jego jedynymi zdobytymi w tym sezonie. Od pierwszego roku spędzonego w Londynie był podstawowym piłkarzem swojej ekipy. W debiutanckim sezonie wystąpił w 30 ligowych spotkaniach.
W kolejnych sezonach spędzonych w Chelsea występował kolejno w 38, 29, 28 oraz w 34 ligowych meczach. W sezonie 2005/2006 przyczynił się do zdobycia tercetu przez jego drużynę. Został wówczas Mistrzem Anglii, zdobył Puchar Ligi oraz Tarczę Wspólnoty. Gallas wystąpił w obydwóch finałach. Rok 2006 był ostatnim, który spędził w Chelsea, w tym roku przeszedł do Arsenalu. Łącznie w ekipie Chelsea zaliczył 159 ligowych występów oraz strzelił 12 bramek.

### Arsenal

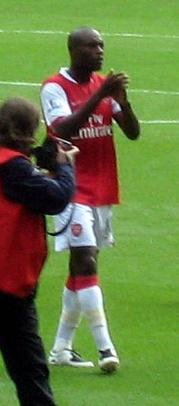
Gallas grający w Arsenalu

31 sierpnia 2006 roku Gallas podpisał czteroletni kontrakt z Arsenalem. Jego transfer do Arsenalu był w zamian za Ashleya Cole’a. W nowej drużynie zadebiutował 9 września tego samego roku w zremisowanym 1:1 ligowym spotkaniu z Middlesbrough. Pierwszą bramkę zdobył natomiast 23 września w wygranym 3:1 spotkaniu z Sheffield United. Pierwszą żółtą kartkę otrzymał 28 października w pojedynku z Evertonem (1:1). Od pierwszego sezonu spędzonego na Emirates Stadium był jednym z podstawowych piłkarzy swojej ekipy. Debiutancki sezon zakończył z 21 ligowymi występami.
9 sierpnia 2007 roku Gallas został kapitanem Arsenalu. Pierwszym jego spotkaniem jako kapitan był pojedynek z Fulhamem rozegrany 12 sierpnia, który zakończył się zwycięstwem jego drużyny 2:1. Pierwszą bramkę w tym sezonie zdobył 3 listopada 2007 roku w zremisowanym 2:2 pojedynku z Manchesterem United. 19 sierpnia w meczu z Blackburn Rovers doznał kontuzji. Do klubu powrócił 20 października, kiedy to zagrał w meczu z Boltonem Wanderers. Drugą bramkę zdobył 24 listopada w spotkaniu z Wiganem Athletic. 16 grudnia zdobył także gola w meczu z jego poprzednią drużyną, Chelsea, który dał trzy punkty Arsenalowi. Ostatnią bramkę w tym sezonie zdobył 29 marca w pojedynku z Boltonem Wanderers. Sezon ten zakończył z 31 ligowymi występami.
W sierpniu 2008 roku został kapitanem Arsenalu na sezon 2008/2009. W tym sezonie zadebiutował 13 sierpnia w meczu eliminacji Ligi Mistrzów z FC Twente, w tym meczu zdobył także pierwszą bramkę w tym sezonie. Pierwsze trafienie w lidze zaliczył 29 października zdobył w spotkaniu z Tottenhamem Hotspur.
Jego zachowanie jako kapitana drużyny było jednak krytykowane przez wielu publicystów, bloggerów, kibiców, a nawet byłych piłkarzy Arsenalu. Zarzucano mu brak posłuchu wśród pozostałych piłkarzy zespołu, niezrozumiałe zachowania w chwilach kryzysu drużyny, brak zdolności przywódczych. Największa fala krytyki przetoczyła się przez blogosferę po wywiadzie udzielonym przez Gallasa agencji Associated Press w listopadzie 2008 r., w którym Francuz opisał bulwersujące jego zdaniem zachowanie jednego z kolegów zespołu (nieujawnionego z nazwiska – podejrzewa się, że chodziło o Robina van Persiego) podczas derbów północnego Londynu. 21 listopada 2008 r., dzień po publikacji wywiadu, serwis Arseblog, a później serwis Sky Sports nieoficjalnie poinformowały, że Gallas został pozbawiony opaski kapitana i odsunięty od składu na mecz z Manchesterem City. Gallas rzeczywiście do Manchesteru nie pojechał, zaś na kapitana w tym meczu wyznaczono Manuela Almunię. Dostał także ultimatum od klubu: jeżeli nie przeprosi publicznie za wypowiedziane słowa to odchodzi z Emirates Stadium. Gallas jednak w zimowym okienku transferowym nie zmienił barw klubowych i powrócił do pierwszego składu Arsenalu. W 2010 roku zakończył swoją przygodę z Arsenalem. W przeciągu 4 lat występów w Arsenalu wystąpił w 102 meczach i zdobył 17 bramek.

### Tottenham Hotspur
22 sierpnia 2010 podpisał roczny kontrakt z Tottenhamem Hotspur z opcją przedłużenia. W wyniku przybycia na White Hart Lane Gallas stał się pierwszym piłkarzem, który występował w barwach Arsenalu, Chelsea i Tottenhamu. 11 września zadebiutował w zremisowanym meczu 1:1 z West Bromem. Podczas sezonu 2011/12 Gallas doznał wielu kontuzji, które uniemożliwiły mu częste pojawianie się na boisku. W czerwcu 2013 klub nie przedłużył z nim kontraktu, w wyniku czego Gallas stał się wolnym zawodnikiem.
W październiku 2014 zawodnik poinformował o zakończeniu kariery piłkarskiej.

## Kariera reprezentacyjna
Gallas wraz z reprezentacją Francji U-18 był na wygranych mistrzostwach Europy. Grał także w reprezentacji U-20, wraz z którą zagrał na mistrzostwach świata 1997. Następnie, w latach 1997-1998 zaliczył 11 występów w kadrze U-21.
W reprezentacji seniorskiej zadebiutował 12 grudnia 2002 roku w meczu eliminacji do Euro 2004 ze Słowenią. Rok później Jacques Santini powołał go do kadry na Puchar Konfederacji. Francja wygrała ten turniej, a on sam zagrał w trzech spotkaniach, m.in. w wygranym 1:0 finale z Kamerunem. W 2004 roku dostał powołanie od tego samego selekcjonera na Euro 2004. Na mistrzostwach Europy Francja dotarła do ćwierćfinału, a Gallas wystąpił w czterech pojedynkach. Francuz znalazł się także w kadrze na mistrzostwa świata w 2006 r. Na niemieckich boiskach jego kraj dotarł do finału, w którym przegrał po serii rzutów karnych z reprezentacją Włoch. Gallas zagrał we wszystkich siedmiu meczach. Francuski obrońca wystąpił również w trzech spotkaniach mistrzostw Europy w 2008 r., na których Francja nie weszła do fazy pucharowej zajmując w grupie C czwarte miejsce. Dotychczas (stan na 21 listopada 2008 r.) w barwach narodowych wystąpił 69 razy oraz zdobył dwie bramki. W 2010 roku został powołany na Mundial w RPA, gdzie reprezentacja Trójkolorowych w grupie A walcząc z Urugwajem (0-0), Meksykiem (0-2) i RPA (1-2) nie wyszła z grupy zajmując ostatnie, czwarte miejsce w grupie przegrywają dwa mecze i zaledwie jeden remisując, zdobywając tylko jedną bramkę. Mistrzostwa te obfitowały w różnorakie skandale, jak choćby wyrzucenie po meczu z Meksykiem Nikolasa Anelki z kadry. Walnie do tak słabego występu Trójkolorowych przyczyniło się nieporozumienia w zespole, błędne decyzje taktyczne, jak i personalne oraz bunt piłkarzy wobec trenera Raymonda Domenecha i wiele innych przyczyn co zaskutkowało wielką kompromitacją.